# NGC 4839
NGC 4839 ist eine 12,0 mag helle elliptische Galaxie (und zugleich eine Radiogalaxie) vom Hubble-Typ E5 im Sternbild Haar der Berenike, die etwa 329 Millionen Lichtjahre von der Milchstraße entfernt ist.
Sie wurde am 11. April 1785 von Wilhelm Herschel mit einem 18,7-Zoll-Spiegelteleskop entdeckt, der sie dabei mit „F, pL“ beschrieb.